# Eusideroxylon
Eusideroxylon es un género con cuatro especies de plantas con flores perteneciente a la familia Lauraceae. Es originario de Asia. El género fue descrito por Johannes Elias Teijsmann & Simon Binnendijk y publicado en Natuurkundig Tijdschrift voor Nederlandsch-Indië  25: 280-294 en el año 1863.  La especie tipo es Eusideroxylon zwageri Teijsm. & Binn.

## Descripción
Son árboles de gran tamaño que se encuentran de los bosques tropicales de tierras bajas , alcanzan los 50 metros de altura y 220 centímetros de diámetro de tronco. ( Un árbol proporciona 90-110 m³ de madera).

## Especies
- Eusideroxylon borneense Fern.-Vill.
- Eusideroxylon lauriflora J.Schultze-Motel
- Eusideroxylon melagangai Symington
- Eusideroxylon zwageri Teijsmann & Binnendijk